# Dorota Tlałka-Mogore
Dorota Tlałka, née le 27 avril 1963 à Zakopane Pologne, est une ancienne skieuse alpine polonaise, puis française.
Elle a couru pour la Pologne jusqu'en 1985, puis s'est marié avec le journaliste Christian Mogore et a couru pour la France à compter de juin 1986 sous le nom de Dorota Tlalka-Mogore.
Elle est la sœur de la skieuse alpine Małgorzata Tlałka-Mogore.

## Coupe du monde
- Meilleur résultat au classement général : 21e en 1984
  - 1 victoire : 1 slalom

### Saison par saison
- Coupe du monde 1980 :
  - Classement général : 78e
- Coupe du monde 1981 :
  - Classement général : 76e
- Coupe du monde 1982 :
  - Classement général : 36e
- Coupe du monde 1983 :
  - Classement général : 28e
- Coupe du monde 1984 :
  - Classement général : 21e
- Coupe du monde 1985 :
  - Classement général : 31e
    - 1 victoire en slalom : Madonna di Campiglio
- Coupe du monde 1986 :
  - Classement général : 69e
- Coupe du monde 1987 :
  - Classement général : 42e
- Coupe du monde 1988 :
  - Classement général : 37e
- Coupe du monde 1989 :
  - Classement général : 46e

## Arlberg-Kandahar
- Meilleur résultat : 4e place dans le slalom 1983-84 à Sestrières

## Championnats de France
- Vice-Championne de France de Slalom en 1987